# Ботмёр
Ботмёр (фр. Botmeur) — муниципалитет во Франции, в регионе Бретань, департамент Финистер, округ Шатлолен, кантон Каре-Плугер. Население — 212 человек (2016).
Муниципалитет расположен в 470 км к западу от Парижа, 170 км к западу от Ренна, 50 км к северу от Кемпера.

## Экономика
2007 году среди 137 человек в трудоспособном возрасте (15-64 лет) 97 были активные, 40 — неактивные (показатель активности 70,8 %, в 1999 году был 60,6 %). С 97 активных работало 86 человек (49 мужчин и 37 женщин), безработных было 11 (9 мужчин и 2 женщины). Среди 40 неактивных 7 человек были учениками или студентами, 19 — пенсионерами, 14 были неактивными по другим причинам.
В 2008 году в муниципалитете числилось 106 налогооблагаемых домохозяйств в которых проживали 221,5 лица, медиана доходов выносила 16 751 евро на одного потребителя.